# Highbury & Islington (stanice metra v Londýně)
Highbury & Islington je stanice metra v Londýně, otevřená roku 1850. Dne 27. června 1944 byla stanice poničena bombou typu V-1. Autobusové spojení zajišťují linky: 4, 19, 30, 43, 271, 277, 393 a noční linky N19 a N41. Stanice se nachází v přepravní zóně 2 a leží na linkách:
- Victoria Line (mezi stanicemi King's Cross St. Pancras a Finsbury Park)
- Overground
- National Rail

Dříve zde jezdily linky Northern Line a Anglia Railways.
| Rok  | Počet cestujících |
| ---- | ----------------- |
| 2011 | 16,26 mil.        |
| 2012 | 16,77 mil.        |
| 2013 | 18,13 mil.        |
| 2014 | 18,28 mil.        |